# Bigor Dolentsi
Bigor Dolentsi (en macédonien Бигор Доленци) est un village de l'ouest de la Macédoine du Nord, situé dans la municipalité de Kitchevo. Le village comptait 156 habitants en 2002.

## Démographie
Lors du recensement de 2002, le village comptait :
- Macédoniens : 156